# ロドニー・ホール
ロドニー・ホール（Rodney Bruce Hall、1960年-）は、イギリスの国際政治学者。専門は、国際政治経済学。
ペンシルベニア大学で修士号と博士号取得。ブラウン大学およびアイオワ大学を経て、現在、オックスフォード大学セント・クロス・カレッジ講師。

## 著書

### 単著
- National Collective Identity: Social Constructs and International Systems, (Columbia University Press, 1999).
- Central Banking as Global Governance: Constructing Financial Credibility, (Cambridge University Press, 2008).

### 共編著
- The Emergence of Private Authority in Global Governance, co-edited with Thomas J. Biersteker, (Cambridge University Press, 2002).

## 日本語訳論文
- 「集合的アイデンティティと国際システムの大転換」日本国際政治学会編『21世紀の日本、アジア、世界――日本国際政治学会・米国国際関係学会合同国際会議からの展望』（国際書院, 1998年）
- 「社会的アイデンティティーの変容と国際秩序の変化」村井吉敬・安野正士・デヴィット・ワンク編『グローバル社会のダイナミズム――理論と展望』（ぎょうせい, 2007年）